# トラエル・ジョアース
トラエル・ジョアース（Trael Joass、1993年5月14日 - ）は、ニュージーランドのラグビーユニオン選手。

## プロフィール
- ニュージーランド・ファンガレイ出身[1]。
- ポジションはウィング(WTB)。
- 身長 183cm、体重 99kg

## 略歴
タスマンを経て、2018年、ベイ・オブ・プレンティに加入。同年7月、ラグビーワールドカップセブンズ2018の7人制ニュージーランド代表に選ばれて優勝に貢献。